# Жулиус Попер
Жулиус Попер (Хулио Попер) (на румънски: Julius Popper; на испански: Julio Popper) e румънски авантюрист, картограф, колонизатор на Огнена земя и Патагония.

## Ранни години (1857 – 1884)
Роден е на 15 декември 1857 година в Букурещ, Влашко, в еврейско семейство. Баща му е директор на първата еврейска гимназия в Букурещ и редактор на вестник „Тимпул“ (Timpul). Жулиус получава много добро образование за времето си и владее няколко езика: румънски, гръцки, еврейски, френски, немски, латински и испански. На 17-годишна възраст заминава за Париж, където завършва Политехническия институт с диплома за минен инженер.
Предприема множество пътувания по света – извършва околосветско плаване, като посещава Индия, Китай, САЩ, Куба и Бразилия и накрая през 1885 се установява в Аржентина.

## Късни години (1885 – 1893)
Попер се заселва в южната аржентинска провинция Санта Крус и започва да се занимава с търсене на злато в крайбрежните наслаги. С група авантюристи и миньори (общо 18 души) през септември 1886 г. се отправя за остров Огнена земя, където в залива Сан Себастиан (53°14′ ю. ш. 68°22′ з. д. / 53.233333° ю. ш. 68.366667° з. д.) основава база, от която провежда няколко експедиции във вътрешността на острова. Извършва топографско заснемане и картиране на значителни територии от острова, неизвестни дотогава на географите и открива и назовава множество нови географски обекти, които стоят на географските карти. Новооткритите и изследвани територии Попер ги обявява за владение на Аржентина и решава да основе нова аржентинска провинция с център днешния град Рио Гранде (53°49′ ю. ш. 67°43′ з. д. / 53.816667° ю. ш. 67.716667° з. д.).
През 1887 година Попер се връща в Буенос Айрес и започва да изнася лекции в Аржентинския географски институт (сега Военен географски институт). С тях той се опитва да убеди аржентинското правителство и частни инвеститори да вложат средства в основаното от него „Южно златотърсаческо акционерно дружество“ (на испански: Compañía Anónima Lavaderos de Oro del Sur). Същата година Попер, начело на доста голяма група от златотърсачи се отправя за Огнена земя и не след дълго обявява откриването на залежи от златоносен пясък. През първата година от функционирането на компанията са добити 154 фунта (69,8 кг) злато, а до изчерпването на залежите – 600 кг.
През тези години Аржентина започва широко мащабно усвояване на Патагония, в резултат на което масово са изтребени местните жители на Патагония и Огнена земя. Попер също активно участва в този геноцид.
През 1889 г. компанията на Попер получава разрешение и започва да сече монети от 1 и 5 грама. През 1890 г. националният монетен двор на Аржентина легализира сечените от Попер монети и ги пуска в обращение. Същата година той печата и марка от 10 сентаво, за което е подведен под отговорност от държавата.
През 1891 г. е подведен под отговорност за участието си в избиването на огнеземците, но е оправдан. На 5 юни 1893 година е намерен мъртъв в дома си в Буенос Айрес, като според една от версиите е отровен. Умира на 35-годишна възраст.